# Julius Demarré
Julius Céleste Auguste Marie-Joseph Demarré (Gotem, 26 februari 1884 - Borgloon, 9 januari 1951) was een Belgisch senator.

## Levensloop
Demarré was de zoon van de eigenaar van een houtzagerij in Borgloon die tevens landbouwmachines verhuurde. Na de lagere school volgde hij Grieks-Latijnse humaniorastudies aan het Klein Seminarie van Sint-Truiden en aan het Koninklijk Atheneum van Tongeren. Tussen 1905 en 1909 studeerde hij letteren en wijsbegeerte en rechten aan de Katholieke Universiteit Leuven. Tijdens deze periode schreef hij voor Cicindria, de Limburgse studentenkring van het Vlaamsch Verbond en was hij lid van het Vlaamsgezind literair-cultureel studentengenootschap Met Tijd en Vlijt. Na zijn studies werd hij beroepshalve groothandelaar in fruit en nam hij het bedrijf van zijn vader over.
Na 1910 probeerde hij de ongeorganiseerde daensistische kernen in Limburg te coördineren en speelde hij een rol in het Middencomiteit van de Christene Volkspartij. Van 1911 tot 1914 was hij uitgever van het christendemocratische maandblad Ons Volk, waarin hij een sterk Vlaamsgezinde en antiklerikalistische visie toonde. In 1910 publiceerde hij tevens een brochure waarin hij zich kritisch toonde tegenover de uitgavenpolitiek van wijlen koning Leopold II en het exclusieve gebruik van de Franse taal aan het koninklijk hof aan de kaak stelde. 
Tijdens de Eerste Wereldoorlog studeerde Demarré aan de door de Duitsers vernederlandste Rijksuniversiteit Gent. Hij was actief aan het Gentse studentencorps Hou ende Trou, dat de Raad van Vlaanderen erkende als hoogste machtsorgaan voor het Vlaamse volk en aldus het activisme onderschreef, en hij was eerste secretaris van de Politieke Studentencommissie, die militeerde voor de administratieve en politieke afscheiding van Vlaanderen. In deze laatste functie kwam hij in veelvuldig in contact met socialistische Vlaamsgezinden als Lode Craeybeckx en Herman Vos.  Na de Eerste Wereldoorlog werd hij op verdenking van activisme voor enkele maanden opgesloten in de gevangenis van Antwerpen, tot hij wegens gebrek aan bewijs opnieuw op vrije voeten werd gesteld. 
Vanaf 1923 was hij politiek actief voor de Belgische Werkliedenpartij. Van 1925 tot 1936 was hij voor deze partij provincieraadslid van Limburg. In tussentijd kwam Demarré op bij verschillende parlementsverkiezingen; in 1929 trok hij de socialistische Kamerlijst voor het arrondissement Hasselt en in 1932 was hij lijsttrekker van de socialistische Senaatslijst voor het arrondissement Hasselt-Tongeren-Maaseik. In mei 1936 werd hij effectief verkozen in de Senaat en werd hij de eerste rechtstreeks verkozen socialistische senator in Hasselt-Tongeren-Maaseik. In april 1939 werd hij niet herkozen. 
In 1926 werd Demarré eveneens verkozen in de gemeenteraad van Borgloon, waar hij van 1926 tot 1936 voorzitter van de Commissie van Openbare Onderstand was. Voorts was hij journalistiek actief als redacteur en hoofdredacteur van de Limburgse edities van de socialistische kranten De Volkswil en Voor allen. 
Tijdens de Tweede Wereldoorlog verzette Demarré zich tegen de Duitse bezetter en werd hij twee keer als politiek gevangene opgesloten, van september 1941 tot september 1942 in de gevangenissen van Sint-Gillis, Hasselt, Vorst en Merksplas en van juli tot september 1944 in de gevangenis van Luik, waar hij bevrijd werd door de oprukkende geallieerden. Niettemin werd hij in 1945 door het Limburgse BSP-congres gestraft op verdenking van economische collaboratie; hij zou aan de Duitse bezetter een brief hebben geschreven om de oprichting van een firma van import en export van fruit te faciliteren. Hij mocht bijgevolg niet opkomen bij de parlementsverkiezingen van 1946. Demarré diende vervolgens een aparte lijst in voor de Senaat en de provincieraad, waardoor hij uit de BSP werd gezet. In oktober 1946 werd hij vanop de liberale lijst herkozen in de gemeenteraad van Borgloon en in januari 1947 werd Demarré benoemd tot eerste schepen, een functie die hij bekleedde tot aan zijn overlijden vier jaar later. In juni 1949 was hij nog kandidaat voor een Kamerzetel in het arrondissement Tongeren-Maaseik en stond hij als lijstduwer op de liberale lijst. Hij werd niet verkozen in de Kamer, maar wel in de provincieraad van Limburg, waar hij tot in juni 1950 bleef zetelen.